# Gonthard Naundorf
Gonthard Naundorf (* 5. März 1931 in Stettin, Deutsches Reich; † 14. Februar 2018 in Detmold) war ein deutscher Bühnen- und Fernseh-Schauspieler

## Leben und Wirken
Naundorf wuchs in der DDR auf, wo er im Laufe der frühen 1950er Jahre zum Theater stieß. Erste wichtige Erfahrungen sammelte er am Friedrich-Wolf-Theater von Neustrelitz, wo man ihn u. a. 1955 in so unterschiedlichen Stücken wie Don Karlos (Friedrich Schiller) und Der arme Konrad (Friedrich Wolf) sehen konnte. Ende der 1950er Jahre übersiedelte der gebürtige Stettiner in den Westen, wo er seine Arbeit an bundesdeutschen (u. a. in Mainz, Coburg, Celle und Saarbrücken) wie Schweizer Bühnen (u. a. in Chur und Winterthur) fortsetzte. In der ersten Hälfte der 1960er Jahre wirkte er, beginnend mit der von der Kritik gefeierten Rudolf-Platte-Version von Der Hauptmann von Köpenick (1960), mit kleineren Rollen auch in einer Reihe von Fernsehspielen mit.

## Filmografie (nur Fernsehen)
- 1960: Der Hauptmann von Köpenick
- 1961: Kinderstunde (TV-Serie, eine Folge)
- 1962: Becket oder Die Ehre Gottes
- 1963: Unterhaltung ohne Netz
- 1963–64: Fernfahrer (TV-Serie, zwei Folgen)
- 1965: Schwäbische Geschichten (TV-Serie, eine Folge)
- 1965: Party im Zwielicht